# Садег Омідзаде
Садег Омідзаде (англ. Sadegh Omidzadeh); ????  — 20 січня 2024) — іранський воєначальник, бригадний генерал КВІР.

## Біографія
Учасник громадянської війни в Сирії. Командир розвідувального підрозділу сил Кудс. 14 серпня 2012 року разом з іншими іранськими військовими був захоплений в полон повстанцями сирійської опозиції в околицях аеропорту Дамаска. Згодом його було звільнено завдяки посередницьким зусиллям Катару.
У червні 2023 з'явилися повідомлення про те, що Омідзаде планував напади на американські війська в Сирії.
20 січня 2024 року Омідзаде разом із чотирма іншими іранськими офіційними особами: Алі Агазаде, Саїдом Карімі, Хосейном Мохаммаді та Мохаммадом Аміном Самаді був убитий під час зустрічі в будівлі в районі Меззе в Дамаску. Ізраїльські авіаудари, як повідомляє Сирійська обсерваторія з прав людини, призвели до повної руйнації будівлі, що призвело до загибелі щонайменше 10 військовослужбовців.
Його ліквідація відбулася через місяць після вбивства Ізраїлем іншого високопоставленого іранського генерала Разі Мусаві в Дамаску і через два тижні після вбивства Салеха аль-Арурі в Бейруті.